# Radulovac
Ne doit pas être confondu avec Radulović ou Radlovići.
Radulloc en albanais et Radulovac en serbe latin (en serbe cyrillique : Радуловац) est une localité du Kosovo située dans la commune/municipalité de Klinë/Klina et dans le district de Pejë/Peć. Selon le recensement kosovar de 2011, elle compte 353 habitants.

## Démographie

### Évolution historique de la population dans la localité
| 1948 | 1953 | 1961 | 1971 | 1981 | 1991 | 2011 |
| ---- | ---- | ---- | ---- | ---- | ---- | ---- |
| 221  | 295  | 349  | 422  | 499  | 596  | 353  |

|  |

### Répartition de la population par nationalités (2011)
En 2011, les Albanais représentaient 97,45 % de la population.